# Ipe Annes Hooites

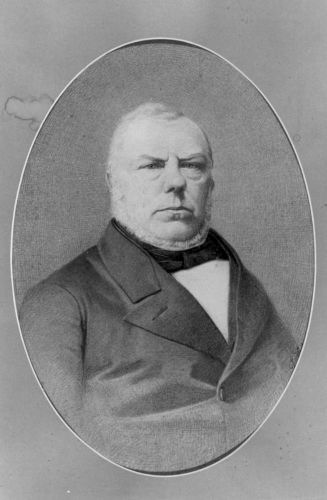
Ipe Annes Hooites

Ipe Annes Hooites (Hoogezand, 11 september 1812 - aldaar, 18 februari 1891) was een Nederlands reder, scheepsbouwer en burgemeester.
Hooites was eigenaar van een zaagmolen, zeil- en mastenmakerij, en een smederij. Hij zette de scheepswerf van zijn vader in Hoogezand voort en startte rond 1850 een tweede in Foxholsterbosch. Hooites werd later ook reder. Naar aanleiding van de Parlementaire enquête naar de Nederlandse koopvaardij (1874-1875) meldde hij dat hij als reder niet veel verdiende, maar dat hij dit vooral was gaan doen om zijn andere bedrijven draaiende te houden. Tussen 1870 en 1880 was zijn rederij, wat het aantal schepen betrof, de grootste van het land. Van 1866-1878 was hij burgemeester in zijn geboorteplaats, hij was daarnaast Statenlid.
In 1857 liet Hooites aan het Winschoterdiep op een deel van het terrein van de voormalige borg Vredenburg een herenhuis bouwen (nu: Meint Veningastraat 115). De initialen van Hooites en zijn vrouw Geessien Roelfs Meursing (1816-1858) zijn in de stijlen naast de voordeur aangebracht.